# Englischer Gruß (Veit Stoß)
Der Engelsgruß ist ein Kunstwerk in der Nürnberger Lorenzkirche von Veit Stoß aus dem Jahr 1517/18.

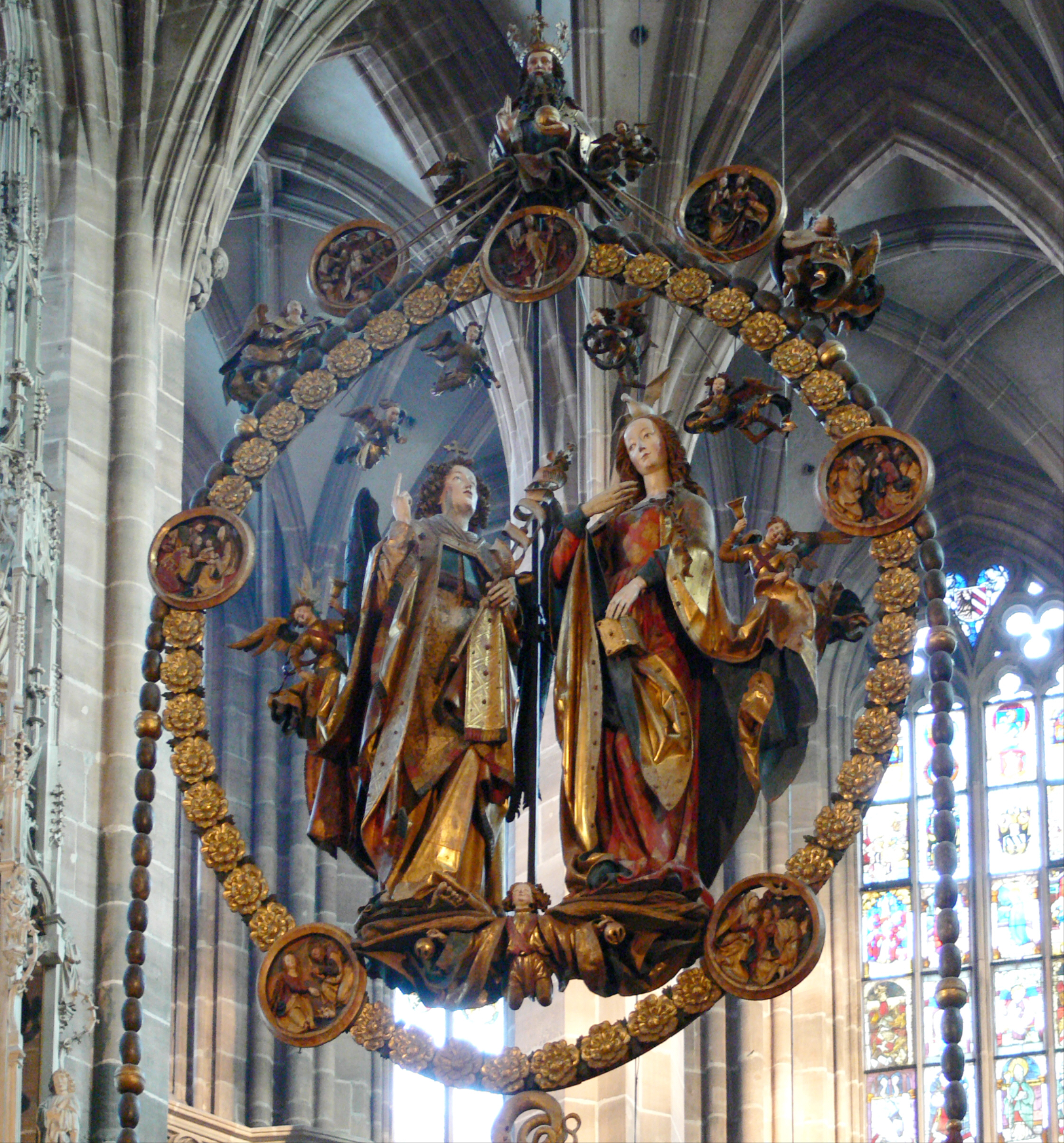
Engelsgruß in der Lorenzkirche in Nürnberg

## Beschreibung
Die Schnitzerei aus Lindenholz zeigt die sogenannte Verkündigung des Herrn, also die Szene, in dem Erzengel Gabriel der Jungfrau Maria verkündet, durch den Heiligen Geist den Sohn Gottes zu empfangen. Dabei spricht Gabriel den namensgebenden Englischen Gruß. Die beiden Figuren sind 2,20 bzw. 2,17 Meter hoch, von Engeln umgeben und von einem Kranz aus Rosen umrundet. An dem Kranz befinden sich sieben kleinere  (Durchmesser ca. 50 cm) farbige kreisrunde Reliefs mit Szenen aus dem Leben von Jesus und Maria, den sogenannten „Sieben Freuden Marias“. Oben am Kranz stellt eine Figur Gott Vater dar, unten eine Figur die Paradiesschlange. Die Skulptur hat ein Gewicht von ca. 1000 kg.

## Geschichte
Zwischen 1507 und 1517 wurde das Sebaldusgrab auf Betreiben von Anton II. Tucher, aber auf Kosten der Stadt Nürnberg erschaffen. Es wird vermutet, dass Tucher sich verpflichtet fühlte selbst ein Kunstwerk zu stiften. Er beauftragte Veit Stoß mit der Schnitzerei, die dieser in den  Jahren 1517/18 schuf. Für die Skulptur und den Marienleuchter von Jakob Pulmann zahlte Tucher 550 Gulden. Am 17. Juli 1518 wurde die Skulptur an einer Kette und Winde im Hallenchor der Nürnberger Lorenzkirche befestigt. Als 1525 Nürnberg im Zuge der Reformation protestantisch wurde, wurde die Skulptur verhüllt. Am 4. Juli 1811 kam sie auf Betreiben von Ludwig I. (Bayern), dem damaligen Kronprinz, in einen Ausstellungsraum der Nürnberger Burg. 1815 kam sie in die Frauenkirche. Für die Kirche war die Skulptur zu groß, weshalb sie wenige Wochen später zerlegt und im Rathaus eingelagert wurde. 1817 sollte die Skulptur wieder in der Lorenzkirche aufgehängt werden. Die originale Kette war nicht mehr vorhanden, weshalb die Skulptur an einem Strick befestigt wurde. Am 2. April 1817 riss der Strick, die Skulptur fiel zu Boden und wurde stark beschädigt. 1825/26 restaurierten Lorenz Rotermundt und Johann Michael Rotermundt die Skulptur. 1933 wurde sie im Germanischen Nationalmuseum ausgestellt. Am 4. September 1939 wurde sie zum Schutz in den Kunstbunker unter der Burg gebracht. Nachdem die Kriegsschäden in der Lorenzkirche behoben waren, kam die Skulptur 1952 dorthin zurück. 1970/71 fand eine weitere Restaurierung statt.